# Полёт в Рио
«Полёт в Рио» (англ. Flying Down to Rio) — музыкальная комедия 1933 года режиссёра Торнтона Фриланда, со звездой немого кино Долорес дель Рио и Джином Рэймондом в главных ролях. Первый фильм с танцующим тандемом Джинджер Роджерс—Фред Астер.

## Слоган
«Musical romance staged in the clouds…» 

## Сюжет
Роджер Бонд — дирижёр ансамбля, выступающего в престижном отеле на побережье, и просто плейбой, кружащий голову сотне девушек сразу, живущий весело и беззаботно. Но после танца с очередной приглянувшейся ему девушкой был уволен: она оказалась дочерью миллионера, портить отношения с которым было вовсе не в интересах менеджера отеля. И при этом с места полетел не только руководитель, а и весь танцевальный оркестр «Янки клипер Бэнд». Оставшись без работы, Бонд недолго думая, решил полететь ещё дальше: не много ни мало в столицу Бразилии — Рио-де-Жанейро.
Но туда же спешит и его недавняя партнерша по танцам — Белинда де Ризенде. Её отец заболел и тут уж не до развлечений в Майами. Но раз им по пути, то почему бы Роджеру не предложить девушке место на своем двухместном самолёте? А раз он предложил, то почему бы ей не согласиться — экономия времени колоссальная. Это, конечно, всё ничего, но Белинда ещё не знает, что впереди будет неожиданная посадка на необитаемом острове, размолвка с будущим женихом и знакомство с несравненным танцором стэпа Фредом Айрэсом…

## В ролях
- Долорес дель Рио — Белинда де Ризенде
- Джин Рэймонд — Роджер Бонд
- Рауль Рулин — Хулио Рибейро
- Джинджер Роджерс — Хани Хейл
- Фред Астер — Фред Айрес
- Бланш Фридеричи — донья Элена де Ризенде
- Уолтер Уолкер[англ.] — сеньор Карлос де Ризенде
- Этта Мотен[англ.] — певица кариоки
- Эрик Блор[англ.] — мистер Бутербрасс, менеджер отеля

## Премьеры
- 22 декабря 1933 года в Нью-Йорке, США состоялась премьера фильма.
- 27 апреля1934 год Франция.
- 24 мая 1934 год Япония
- 9 июня 1934 год Италия.
- 6 августа 1934 год Дания.
- 16 сентября 1934 год Финляндия.
- 11 мая 1942 Швеция.

## Награды
- Номинация на премию «Оскар» 1935 года за Лучшую песню («Carioca»).
Что интересно, снятый в 1933 году фильм номинировался только через два года, когда появилась соответствующая номинация. И при этом проиграл следующему мюзиклу Джинджер Роджерс и Фред Астера.

## Съёмочная группа
- Художники по костюмам: Айрин и Уолтер Планкетт.